# 山路徹
山路 徹（やまじ とおる、1961年〈昭和36年〉9月23日 - ）は、日本のジャーナリスト。株式会社APF通信社代表取締役。
かつての配偶者はタレントの大桃美代子およびタレントの麻木久仁子。この他、大桃との結婚前にも一般女性との結婚歴がある。
業務提携先はTCP Artist。学歴はあまり公表していないが、2011年6月13日放送のネプリーグに中央大学中退として出演。

## 経歴
東京都出身。兄がいたが2022年に逝去した。TBS系列の番組制作会社に勤務後、1980年代末頃、テレビ朝日系の番組制作会社であるテレビ朝日映像に中途採用で入社。配属された「ニュースステーション」の先輩スタッフのひとりだった長井健司と出会い、「スタッフとしてのイロハ」を教わる。1992年12月、「株式会社APF通信社」を設立。同社代表取締役に就任。2010年11月7日、ミャンマー（ビルマ）東部のミャワディ（タイとの国境に接する地域）で、不法入国の容疑でミャンマーの秘密警察に拘束されたが、その後、釈放された。報道時の本名は、「松本徹」であった（麻木と再婚した際に彼女が松本晃彦と離婚した際に名乗っていた松本姓を自身も名乗っていたため）。これまで、カンボジア、パレスチナ、ボスニア、ソマリア、アフガニスタン等紛争地、戦争の現場を取材した。2014年2月16日、豪雪に見舞われた山梨県に取材に向かう途中、神奈川県相模原市緑区の路上で交通トラブルに遭い一方的な襲撃を受ける。怪我は無かったものの自動車が損傷したために被害届を津久井警察署に提出。後日、襲撃グループは逮捕された。
またジャーナリストになる前にはCMディレクターを務めており、1985年頃に放映されていたヨドバシカメラのテレビコマーシャルの制作を担当したことを明かしている。

## 主張

### 禁煙ファシズム批判
- 2017年にドワンゴが主催した座談会『禁煙ファシズムに断固反対！愛煙家大集合スペシャル』に出演した際、厚生労働省が受動喫煙防止を目的に推し進めていた原則屋内禁煙の健康増進法改正案について、「喫煙者を殲滅しようとしている」と持論を展開した[13]。同年、喫煙文化研究会が主催したシンポジウム『たばこはそんなに悪いのですか？2017』に出席した際にも、同様に「半ば義務のような形で法律が国民一人一人に健康でなければいけないんだ！と迫っている。これにすごく違和感を覚える」と日本の受動喫煙対策を批判している[14]。

## 著作
- 『「正義」という名の虐殺 恐るべき国連軍の真相』（フットワーク出版、1994年）ISBN 978-4876891627
- 『真実の紛争地帯 マスコミが伝えられない裏側を暴く!!』（フットワーク出版、1995年）ISBN 978-4876891955
- 『命の対価 独立系ニュース通信社の使命』（主婦と生活社〈プラチナBOOKS〉、2008年）ISBN 978-4391135749
- 『口説きの技術』（角川書店〈角川oneテーマ21〉、2011年）ISBN 978-4041101063
- 『修羅場を生き抜く力』（光文社、2011年）ISBN 978-4334976736

## 共編著
- 山路徹と救出チーム編『ゴン太ごめんね、もう大丈夫だよ! 福島第一原発半径20キロ圏内犬猫救出記』 光文社、2011年）ISBN 978-4334976552
- 亀山早苗共著『おとなの関係 性と心とからだと愛』（中央公論新社、2012年）ISBN 978-4120043840

## 出演

### テレビ
- ウィークリーニュースONZE（日本BS放送） - コメンテーター
- サンデーモーニング（TBS）
- ニッポン・ダンディ（東京メトロポリタンテレビジョン、2013年10月 - 2014年3月） - 火曜レギュラーコメンテーター
- バラいろダンディ（東京メトロポリタンテレビジョン、2014年4月 - 2015年3月） - 月曜レギュラーコメンテーター
- ゴゴスマ（CBCテレビ、 ）　- 金曜レギュラーコメンテーター

### ラジオ
- 垣花正 あなたとハッピー!（ニッポン放送） - 金曜レギュラーコメンテーター